# E2F3
O fator de transcrição E2F3 é uma proteína que em humanos é codificada pelo gene E2F3.

## Função
A proteína codificada por este gene é um membro da família E2F de fatores de transcrição. A família E2F desempenha um papel crucial no controle do ciclo celular e na ação de proteínas supressoras de tumor e também é um alvo das proteínas transformadoras de pequenos vírus tumorais de DNA.
Esta proteína liga-se especificamente à proteína de retinoblastoma pRB de um modo dependente do ciclo celular. A emenda genética alternativa é encontrado no homólogo de camundongos, mas ainda não foi relatado em humanos.